# لودوویکا مودونیو
لودوویکا مودونیو (ایتالیایی: Ludovica Modugno؛ ‏ ۱۲ ژانویهٔ ۱۹۴۹ – ۲۶ اکتبر ۲۰۲۱) بازیگر و صداپیشه اهل ایتالیا بود. وی بین سال‌های ۱۹۵۳ تا ۲۰۲۱ میلادی فعالیت می‌کرد.
از فیلم‌ها یا برنامه‌های تلویزیونی که وی در آن نقش داشته است، می‌توان به مارشال روکا، حوزه استحفاظی، حمام، کاپوت موندی اشاره کرد.